# Кацкова, Ольга Никифоровна
Ольга Никифоровна Кацкова (род. 20 января 1928) — советская и российская шахматистка, мастер спорта СССР по шахматам (1963). В составе команды Москвы серебряный призёр 3-й Спартакиады народов СССР по шахматам (1963). Кандидат физико-математических наук (1965), доцент, преподаватель МГУ.

## Биография
Воспитанница тренера П. А. Романовского. В 1950-е и 1960-е годы была одной из сильнейших шахматисток Москвы. Четыре раза побеждала в чемпионатах Москвы по шахматам среди женщин (1959 (вместе с Н. Войцик), 1960, 1963, 1967/1968). Восемь раз участвовала в финалах чемпионатов СССР по шахматам среди женщин (1954, 1955, 1956, 1957, 1962 (январь), 1964, 1968, 1969), в которых лучший результат показала в 1968 году, когда заняла 7-е место. Представляла команду «Наука» в розыгрыше командного Кубка СССР по шахматам в 1952 году и завоевала второе место в командном зачёте и третье место в индивидуальном зачёте. Представляла команду Москвы в первенстве СССР между командами союзных республик по шахматам в 1963 году, где завоевала второе место в командном зачёте.
В 1951 году окончила механико-математический факультет Московского государственного университета (МГУ). В 1965 году стала кандидатом физико-математических наук. Долгие годы была доцентом и учёным секретарем кафедры алгоритмических языков факультета вычислительной математики и кибернетики МГУ. 
За научные труды в 1967 году удостоена премии имени Н.Е. Жуковского первой степени. Награждена медалью «В память 850-летия Москвы».